# Вилчес, Вероника
Вероника дель Кармен Вилчес Оливарес (род. 30 июля 1970, Кабильдо, Вальпараисо) — чилийская активистка-эколог, занимающаяся вопросами доступа к воде в чилийской провинции Петорка в регионе Вальпараисо. Она работает президентом системы питьевого водоснабжения в Сан-Хосе, расположенной в муниципалитете Кабильдо. Кроме того, она лидер Движения по защите воды, земли и окружающей среды, которое стремится защитить права крестьян, рабочих и жителей на доступ к воде.

## Деятельность
Деятельность Вилчес сосредоточена на признании права на воду, поскольку общество провинции Петорка пострадало от водного кризиса. Согласно отчёту Национального института прав человека этот кризис вызван как природными, так и человеческими факторами, среди которых выделяются засуха и деловая активность в этом районе.
С 2015 года Вилчес — президент сельской системы питьевого водоснабжения Сан-Хосе, которая позволяет снабжать водой (в частности, питьевой) более тысячи человек общины.

## Угрозы и преследования
Как лидер Движения по защите воды, земли и окружающей среды Вероника Вилчес постоянно получает угрозы, которые усилились после репортажа «Авокадо и великое ограбление», подготовленного датским СМИ Danwatch, в котором подтверждается, что плантации авокадо в Петорке, продающие свои плоды в супермаркеты в Дании, были обвинены в нарушении Водного кодекса Чили. В связи с этим датские сети супермаркетов Lidl и Aldi решили воздержаться от покупки этого фрукта. При этом в коммуне Петорка в настоящее время сосредоточено 40 % производства авокадо в Чили.
В январе 2017 года Вероника Вилчес заявила, что в системе водоснабжения её общины произошел саботаж. Вероника Вилчес и её партнер Родриго Мундака получили угрозы: «если вы продолжите создавать проблемы с водой, мы вас убьем». В связи с этим 5 апреля 2017 года адвокаты Маргарита Барберия и Родриго Роман подали в Апелляционный суд Вальпараисо заявление в пользу Вероники Вильчес о превентивной защите из-за угроз смертью со стороны неизвестных лиц.
В 2017 году Amnesty International опубликовало неотложную просьбу защитить Веронику Вилчес и её партнера Родриго Мундаку, а также провести исчерпывающее расследование событий, о которых они сообщили.
7 июня 2018 года Amnesty International передала более 50 000 подписей региональному прокурору Вальпараисо Пабло Гомесу Ниаде с просьбой к властям принять эффективные меры защиты членов Движения по защите воды, земли и окружающей среды и призвала немедленно провести исчерпывающее и беспристрастное расследование угроз и нападений на правозащитников, обнародовать их результаты и привлечь к ответственности подозреваемых.